# Пероландия
Пероландия (порт. Perolândia) — муниципалитет в Бразилии, входит в штат Гояс. Составная часть мезорегиона Юг штата Гояс. Входит в экономико-статистический микрорегион Судуэсти-ди-Гояс. Население составляет 3121 человек на 2016 год. Занимает площадь 1029,624 км². Плотность населения — 2,87 чел./км².

## Статистика
- Валовой внутренний продукт на 2014 год составляет 311 123,00 реалов (данные: Бразильский институт географии и статистики)[1].
- Валовой внутренний продукт на душу населения на 2014 год составляет 100 687,04 реалов (данные: Бразильский институт географии и статистики)[1].
- Индекс человеческого развития на 2010 год составляет 0,676 (данные: Программа развития ООН)[2].